# Antiblemma indigna
Antiblemma indigna là một loài bướm đêm trong họ Erebidae.